# Cardeilhac
Cardeilhac è un comune francese di 263 abitanti situato nel dipartimento dell'Alta Garonna nella regione dell'Occitania.

## Società

### Evoluzione demografica
Abitanti censiti